# Canton du Loroux-Bottereau
Le canton du Loroux-Bottereau est une ancienne circonscription électorale française, située dans le département de la Loire-Atlantique (région Pays de la Loire).

## Représentation

### Conseillers généraux de 1833 à 2015
| Période | Période          | Identité                                     | Étiquette          | Qualité |
| ------- | ---------------- | -------------------------------------------- | ------------------ | --- |
| 1833    | 1845             | Jacques François Xiste Dechaillé (1788-1846) |                    | Négociant, conseiller municipal de Nantes                                                                                       |
| 1845    | 1852             | Mériadec Laënnec (1797-1873)                 |                    | Médecin à Nantes Maire de La Chapelle-Basse-Mer                                                                                 |
| 1852    | 1871             | Charles Besnard de La Giraudais              | Droite             | Avocat, La Remaudière |
| 1871    | 1874             | Aristide Attimont                            |                    | Maire du Loroux-Bottereau |
| 1874    | 1880             | Jules Maillard de la Gournerie (1814-1883)   | Droite             | Inspecteur Général des Ponts et Chaussées Membre de l'Institut                                                                  |
| 1880    | 1880 (décès)     | Charles Besnard de La Giraudais              | Droite             | Avocat, La Remaudière |
| 1880    | 1897 (démission) | Charles de La Giraudais (fils du précédent)  | Droite             | Propriétaire à La Remaudière |
| 1897    | 1917 (décès)     | Louis Dubochet                               | Républicain modéré | Négociant Adjoint au maire de Nantes (1888-1892) Député (1898-1902)                                                             |
| 1917    | 1919             | siège vacant                                 |                    | |
| 1919    | 1940             | Louis Linÿer                                 | FR                 | Avocat, propriétaire à Nantes Sénateur (1927-1940) Maire du Loroux-Bottereau (1912-1940) Nommé conseiller départemental en 1943 |
|         |                  |                                              |                    | |
| 1945    | 1955             | Louis Douineau                               | DVD                | Maire de La Chapelle-Basse-Mer                                                                                                  |
| 1955    | 1967             | Robert Douineau                              | RPF puis RI        | Maire de La Chapelle-Basse-Mer                                                                                                  |
| 1967    | 1992             | Frédéric Praud                               | DVD puis RPR       | Maire de Saint-Julien-de-Concelles (1966-1983)                                                                                  |
| 1992    | 2011             | Roger Jamin                                  | DVD                | Chef d'entreprise Maire de La Chapelle-Basse-Mer (1989-2014) Président de la Communauté de communes Loire-Divatte (1995-2008)   |
| 2011    | 2015             | Pierre Bertin                                | UMP                | Cadre Adjoint au maire du Landreau                                                                                              |

### Conseillers d'arrondissement (de 1833 à 1940)
| Période                                  | Période          | Identité                    | Étiquette  | Qualité |
| ---------------------------------------- | ---------------- | --------------------------- | ---------- | --- |
| 1833                                     | 1845             | M. Bouché                   |            | Négociant à Nantes, ancien juge au Tribunal de commerce                                                     |
| 1845                                     | 1848             | Eusèbe Vincent Jolly        |            | Propriétaire au Loroux                                                                                      |
|                                          |                  |                             |            | |
|                                          | 1897 (démission) | M. Cardon                   |            | Avocat |
|                                          |                  |                             |            | |
|                                          | 1901             | Léon Binet-Delaunay         |            | Maire de Saint-Julien-de-Concelles                                                                          |
| 1901                                     | 1931             | Charles François-Saint-Maur | Droite     | Avocat, maire de La Boissière-du-Doré, Président du Conseil d'arrondissement Sénateur (1920-1941)           |
| 1931                                     | 1940             | André de Boussineau         | Droite PSF | Maire de Barbechat                                                                                          |
| 1940                                     |                  |                             |            | Les conseils d'arrondissement ont été suspendus par la loi du 12 octobre 1940 et n'ont jamais été réactivés |
| Les données manquantes sont à compléter. |                  |                             |            | |

## Composition
Les données présentées sont issues des études de l'Insee.
| Nom                             | Code Insee | Intercommunalité  | Superficie (km2) | Population (dernière pop. légale) | Densité (hab./km2) |
| ------------------------------- | ---------- | ----------------- | ---------------- | --------------------------------- | ------------------ |
| Le Loroux-Bottereau (chef-lieu) | 44084      | CC Sèvre et Loire | 45,31            | 8 058 (2014)                      | 178                |
| Barbechat                       | 44008      | CC Loire Divatte  | 11,76            | 1 339 (2013)                      | 114                |
| La Boissière-du-Doré            | 44016      | CC Sèvre et Loire | 9,41             | 1 040 (2014)                      | 111                |
| La Chapelle-Basse-Mer           | 44029      | CC Loire Divatte  | 22,14            | 5 256 (2013)                      | 237                |
| La Remaudière                   | 44141      | CC Sèvre et Loire | 12,98            | 1 263 (2014)                      | 97                 |
| Le Landreau                     | 44079      | CC Sèvre et Loire | 23,98            | 2 952 (2014)                      | 123                |
| Saint-Julien-de-Concelles       | 44169      | CC Sèvre et Loire | 31,74            | 6 807 (2014)                      | 214                |

## Démographie
| 1962   | 1968   | 1975   | 1982   | 1990   | 1999   | 2006   | 2011   | 2012   |
| ------ | ------ | ------ | ------ | ------ | ------ | ------ | ------ | ------ |
| 12 392 | 12 961 | 13 909 | 16 628 | 18 136 | 20 159 | 23 246 | 25 647 | 25 992 |